# Heiligenfelde (Altmärkische Höhe)
Heiligenfelde ist ein Ortsteil der Gemeinde Altmärkische Höhe im Landkreis Stendal in Sachsen-Anhalt.

## Geographie
Heiligenfelde, ein T-förmiges Straßendorf mit Kirche, liegt im Norden Sachsen-Anhalts auf der Altmärkischen Höhe, einem niedrigen Höhenzug, der die Einzugsgebiete der Flüsse Jeetze und Biese/Aland voneinander trennt. Im Norden, Westen und Süden grenzt die Gemarkung Heiligenfelde an den Altmarkkreis Salzwedel. Die Kleinstadt Arendsee (Altmark) ist etwa sieben Kilometer entfernt.

## Geschichte

### Mittelalter bis Neuzeit
In der Gemarkung Heiligenfelde sind Urnengrabfelder aus der Bronzezeit sowie der frühen Eisenzeit gefunden worden.
Zum ersten Mal urkundlich erwähnt wurde Heiligenfelde im Jahr 1235 als heilighenuelde in Verbindung mit einem Gütertausch zwischen den Markgrafen Johann und Otto von Brandenburg mit dem Kloster Arendsee. Weitere Nennungen waren 1297 Hilghenvelde und 1337 de hilghenuelda.
Im Landbuch der Mark Brandenburg von 1375 wird das Dorf als Heiligenfelde aufgeführt. Im Jahre 1804 heißt das Dorf Heiligenfelde oder Hilligenfelde.

### Hexenverfolgung 1687 in Arendsee
1687 wurden drei wegen Hexerei verklagte Frauen aus Heiligenfelde in Arendsee bei der Hexenverbrennung 1687 in Arendsee hingerichtet: Catharina Niemann, Asmi Berendts Frau und deren Stieftochter Ilsabe Berendts und Susanne Neilmann, Joachim Neilmanns Tochter. Der ausführliche Bericht des Pfarrers wurde von Elias Caspar Reichard im Jahre 1781 veröffentlicht.

### Eingemeindungen
Bis 1807 gehörte das Dorf zum Arendseeischen Kreis der Mark Brandenburg in der Altmark. Zwischen 1807 und 1813 lag es im Kanton Arendsee auf dem Territorium des napoleonischen Königreichs Westphalen. Ab 1816 gehörte die Gemeinde zum Kreis Osterburg, dem späteren Landkreis Osterburg.
Die Gemeinde Gagel kam am 25. Juli 1952 aus dem Landkreis Osterburg in den Kreis Osterburg. Am 1. Juli 1994 wurde die Gemeinde dem Landkreis Stendal zugeordnet.
Bis zum 31. Dezember 2009 war Heiligenfelde eine selbständige Gemeinde.
Durch einen Gebietsänderungsvertrag haben die Gemeinderäte der Gemeinden Boock, Bretsch, Gagel, Heiligenfelde, Kossebau, Losse und Lückstedt beschlossen, dass ihre Gemeinden aufgelöst und zu einer neuen Gemeinde mit dem Namen Altmärkische Höhe vereinigt werden. Dieser Vertrag wurde vom Landkreis als unterer Kommunalaufsichtsbehörde genehmigt und trat am 1. Januar 2010 in Kraft.

### Einwohnerentwicklung
| Jahr | Einwohner |
| ---- | --------- |
| 1734 | 121       |
| 1774 | 132       |
| 1789 | 133       |
| 1798 | 125       |
| 1801 | 145       |
| 1818 | 170       |
| 1840 | 275       |
| 1864 | 393       |

| Jahr | Einwohner |
| ---- | --------- |
| 1871 | 392       |
| 1885 | 373       |
| 1892 | [00]376   |
| 1895 | 344       |
| 1900 | [00]368   |
| 1905 | 349       |
| 1910 | [00]356   |
| 1925 | 343       |

| Jahr | Einwohner |
| ---- | --------- |
| 1939 | 335       |
| 1946 | 517       |
| 1964 | 366       |
| 1971 | 306       |
| 1981 | 272       |
| 1993 | 251       |
| 2006 | 231       |
| 2008 | 222       |

| Jahr | Einwohner |
| ---- | --------- |
| 2011 | [00]200   |
| 2012 | [00]204   |
| 2014 | [00]207   |
| 2020 | [00]213   |
| 2021 | [00]215   |
| 2022 | [0]217    |
| 2023 | [0]207    |

Quelle, wenn nicht angegeben, bis 2006:

## Religion
Die evangelische Kirchengemeinde Heiligenfelde gehörte früher zur Pfarrei Heiligenfelde. Sie wird heute betreut vom Pfarrbereich Kossebau im Kirchenkreis Stendal im Bischofssprengel Magdeburg der Evangelischen Kirche in Mitteldeutschland.
Die ältesten überlieferten Kirchenbücher für Heiligenfelde stammen aus dem Jahre 1675.
Die katholischen Christen gehören zur Pfarrei St. Laurentius in Salzwedel im Dekanat Stendal im Bistum Magdeburg.

## Politik

### Bürgermeister
Der letzte Bürgermeister der Gemeinde Heiligenfelde war Bernd Prange.

## Kultur und Sehenswürdigkeiten

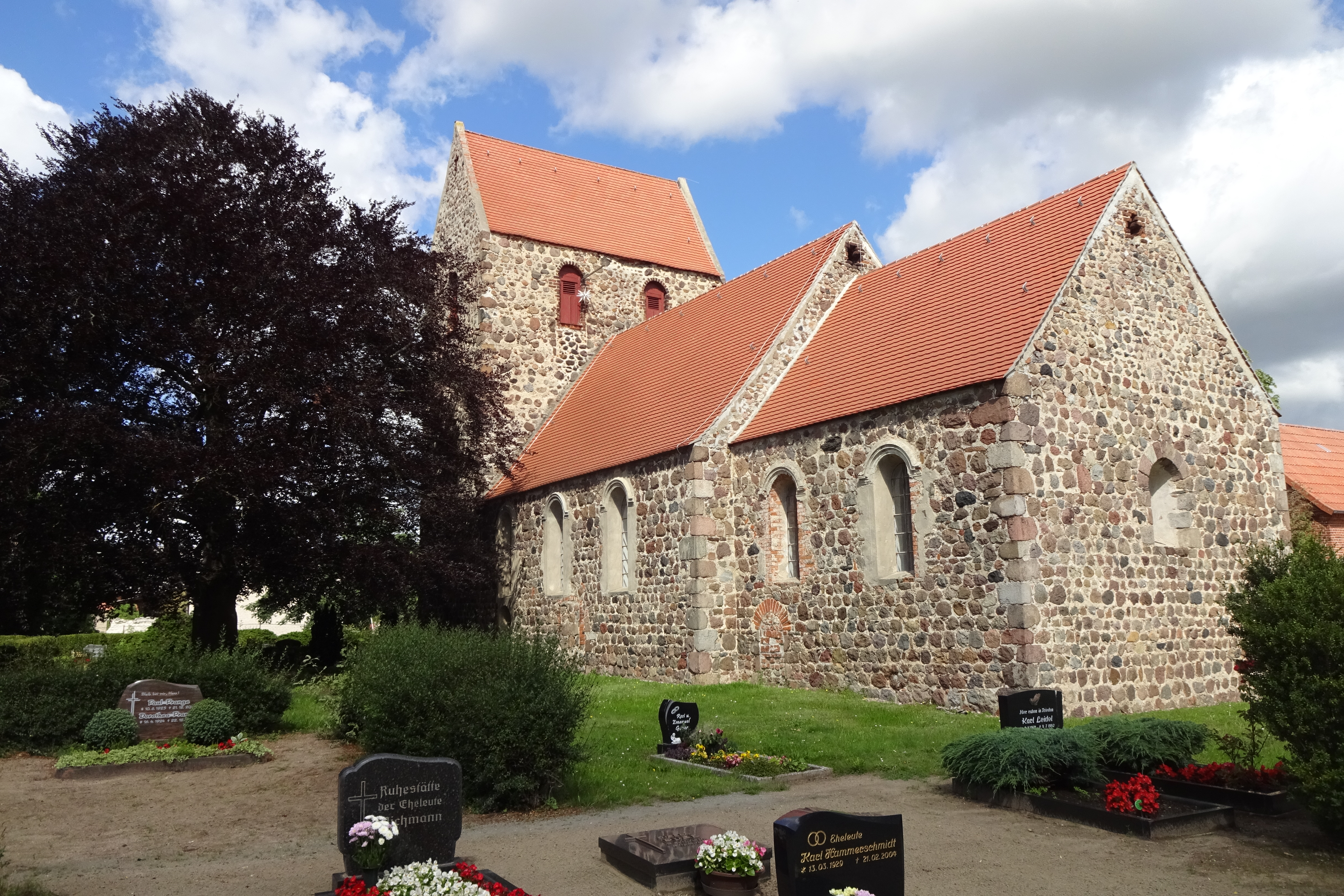
Kirche in Heiligenfelde

- Die evangelische Dorfkirche Heiligenfelde wurde um 1180 aus Feldsteinen erbaut. Sie besteht aus einem rechteckigen Schiff und einem eingezogenen Chor mit geradem Schluss. Durch einen weit einspringenden Triumphbogen sind Schiff und Chor getrennt. Beide Räume haben eine schön verzierte Balkendecke mit Kassetteneinteilung. Eine Ausmalung der Kirche fand in den Jahren 1911 bis 1914 durch einen Prof. Kutschmann statt.[22]
- Der Ortsfriedhof ist auf dem Kirchhof.
- Eine große alte Blutbuche steht auf dem Friedhof südlich des Kirchturmes. Sie wurde 1967 unter Naturschutz gestellt.[22]

## Wirtschaft und Infrastruktur
Die Kiesgrube in Heiligenfelde beschäftigt mehrere Mitarbeiter direkt und indirekt.

### Verkehr
Von Heiligenfelde aus führen Straßenverbindungen in die umliegenden Städte sowie zu den Bundesstraßen 71, 189 und 190.

### Bildung
Die Heiligenfelder Grundschüler und Sekundarschüler besuchen die Schulen in Arendsee (Altmark). Die Gymnasiasten lernen am Markgraf Albrecht Gymnasium in Osterburg (Altmark) (25 km Entfernung).